# 劉洎
劉洎（？—646年1月18日），字思道，荊州江陵人，祖籍南阳涅阳县（今河南省邓州市），南朝梁尚书右丞刘之遴的曾孙。

## 生平
生年不詳。隋末，仕梁帝蕭銑，任黃門侍郎，奉命略地岭表，得五十余城，还未回梁都复命，萧铣已经被唐朝所灭，刘洎以五十余城归唐，初授南康州（今江西贛縣一帶）都督府長史。貞觀七年（633年），拜給事中，封清苑縣男爵位，轉調任治書侍御史。崇魏徵，個性通達而任事嚴謹，以敢言聞名。貞觀十三年，唐太宗欲查看起居註，諫議大夫兼知起居註褚遂良拒絕。黃門侍郎劉洎支持褚遂良并進言：「人君有過失，如日月之蝕，人皆見之。設令遂良不記，天下之人皆記之矣。」
拜為尚書右丞，累官散騎常侍。貞觀十四年有一日，太宗在玄武門宴請三品以上的大臣。宴後，皇帝乘興操筆作飛白書。太宗平時最喜王羲之的草書，本身學王羲之的書法也非常成功，所以書法極好。寫完後，當即一一賜給群臣。大臣們也趁著酒興，紛紛前至搶墨寶。只要太宗一寫完，群臣就迫不及待地從太宗手上搶過來，還你爭我奪。劉洎站得不遠，卻一個都沒有搶到，這時心生一計，他跑到太宗的座位上，在座椅後面，等太宗寫完一幅字，立刻從太宗背後一伸手，把這幅字先搶在手裡了。這個舉動給其他沒搶到墨寶的大臣看到了，便群起大叫：「劉洎登上皇上的御床，罪該當死，請求陛下法辦他。」太宗聞言大笑說：「昔聞婕妤辭輦，今見常侍登床。」就是說有大臣坐在皇帝的御床上是政治昌明的标志（关于婕妤辭輦的典故，参见班婕妤）。貞觀十八年（644年）遷侍中。
後來有重臣在為太宗百年之後的擅權而開始準備，有些大臣不免對此有分歧。劉洎沒有被長孫無忌等納為親近，就因此有了危險。貞觀十九年（645年）太宗征遼，留守定州，太宗班師時患“痈疽”，至并州，“及上不豫，劉洎和馬周從內出，洎色甚悲懼，謂同列曰：‘疾勢如此，聖躬可憂！’”結果立即遭褚遂良誣陷。褚遂良對太宗說：“劉洎言國家事不足憂，但當輔幼主，行伊尹、霍光舊事，大臣有異志者誅之，自定矣。”太宗病好了之後，找劉洎來問這件事情。劉洎照實回答，並找了馬周來佐證自己說過的話，另一方面褚遂良也堅持自己的說法，弄得太宗很困惑。到最後太宗為了撫平一邊的大臣，權衡下遂下詔，“洎與人竊議，窺窬萬一，謀執朝衡，自處伊、霍，猜忌大臣，皆欲夷戮。宜賜自盡，免其妻孥。”賜劉洎自盡死。唐高宗時，其子劉弘業控褚遂良當年誣陷，高宗采纳乐彦玮“刘洎罪有应得，平反就是承认先帝用刑不当”之说，不理。至武則天地位穩固後，欲重振朝綱，昭雪此冤。

## 子嗣
- 刘弘业
- 刘胄，校书郎。娶岑平等。
  - 孙：刘敦行，薛氏所出，袭封清苑县开国男，开元八年（720年）卒，年六十四。有墓志铭出土[6]。

## 延伸阅读
[在维基数据编辑]
 在维基文库阅读此作者作品
 《舊唐書·卷74》，出自刘昫《舊唐書》
 《新唐書·卷099》，出自《新唐書》